# Синичин, Андрей Афанасьевич
Андре́й Афана́сьевич Сини́чин (бел. Андрэй Сінічын; 1 июня 1972, Минск, СССР) — белорусский футболист, играл на позиции защитника. Выступал за сборную Беларуси.

## Футбольная карьера
Синичин начал профессиональную карьеру в 1992 году в клубе «Старые Дороги». Весной 1993 года стал игроком «Торпедо» из Минска. После двух лет, которые он отыграл в столичном клубе, Синичин переехал в Могилёв, где сыграл одну игру в чемпионате Беларуси за местный клуб «Днепр».
В 1996 году перебрался в Польшу, где играл за «Стомил». Через 1,5 года вернулся в «Торпедо» (Минск), где отыграл год. В 1998 году он играл уже за «Анжи» из города Махачкала.
Весной 1999 года снова вернулся в Польшу, где надел футболку «Амики» из Вронки, команды, которая выиграла Кубок Польши. Сезон 1999/2000 выступал в «Езёраке» из города Илава. На следующий турнир Синичин был заявлен в составе «Стомила» из Ольштына. Второй визит в Ольштын был менее успешным, поэтому в 2002 году пришлось вернуться на родину.
В Беларуси отыграл один год в минском «Локомотиве», после чего уже в третий раз отправился в Польшу. Весной 2003 года перешёл в «Полонию» из Варшавы, но в матчах чемпионата Польши сыграл лишь один матч. Следующие 1,5 года в карьере игрока прошли в белорусской «Сморгони».
Весной 2005 года он отправился в Ольштын. Первоначально он должен был помочь местной команде «ОКС 1945», которая выступала в Третьей лиге, но играть в клубе из Ольштына ему не довелось. В настоящее время — свободный игрок.
В общей сложности в чемпионате Беларуси Синичин сыграл 141 матч, в которых забил 7 голов. В чемпионате Польши провёл 67 игр, забил 3 гола.